# Massacre dels genovesos
La massacre dels genovesos és l'enfrontament armat que es produí el setembre del 1303 a Constantinoble entre la colònia de mercaders genovesos residents a la ciutat i les tropes almogàvers de la Companyia Catalana d'Orient. Tot i que les fonts divergeixen sobre com i qui provocà l'enfrontament, sí que hi ha unanimitat sobre el resultat: els almogàvers massacraren uns 3.000 genovesos.

## Antecedents
Al segle xiii aparegueren els almogàvers, guerrers d'ofici dels regnes cristians hispànics que custodiaven la frontera amb els musulmans i duien a terme incursions a les taifes. Equipats amb les seves pròpies armes, es guanyaven la vida amb el botí que arreplegaven. Eren un cos d'infanteria de gran mobilitat que gaudia d'una condició tot particular a la Corona d'Aragó, on de tant en tant eren reclutats com a tropes de xoc de l'exèrcit reial. Com que tenien una lleialtat a prova de foc, el monarca sovint feia els ulls grossos als robatoris, les violacions, els assassinats i les altres malifetes que cometien.
Lluitaren en la conquesta aragonesa de Sicília (1282), la Croada contra la Corona d'Aragó (1283-1285) i la segona fase de la guerra de les Vespres Sicilianes (1296-1302), en la qual es distingiren al servei del rei català Frederic II. Acabat aquest darrer conflicte amb la signatura de la Pau de Caltabellotta, Frederic, el flamant rei de Trinàcria, temia que l'illa es convertís en un polvorí si els almogàvers es posaven a viure del bandolerisme. El seu vicealmirall, Roger de Flor, tampoc no podia dormir tranquil, car l'Orde del Temple encara el perseguia per un presumpte robatori que es remuntava al setge d'Acre, onze anys abans.
Mentrestant, a Orient, l'Imperi de Nicea, un dels estats successors de l'Imperi Romà d'Orient, havia reconquerit Constantinoble el 25 de juliol del 1261, completant així la restauració de l'Imperi Romà mig segle després del daltabaix de la Quarta Croada. Tanmateix, l'amenaça d'un nou atac llatí contra Constantinoble, encarnada sobretot per l'ambiciós Carles I d'Anjou, obligà el nou emperador, Miquel VIII Paleòleg, a centrar la seva atenció en el flanc occidental i relegar a un segon pla la defensa d'Anatòlia, el baluard tradicional dels nicens. El 1281, les Vespres Sicilianes —una revolta antiangevina aprofitada o fins i tot orquestrada conjuntament per l'Imperi Romà i la Corona d'Aragó— frustraren definitivament els designis de Carles sobre l'imperi, a més de ser el desencadenant de la susdita guerra de Sicília entre aragonesos i francesos. De totes maneres, els turcs continuaren arrancant territori a Andrònic II Paleòleg, fill i successor de Miquel VIII, fins a deixar-lo en una situació crítica al tombant del segle xiii.
El 1303, Andrònic contractà la Gran Companyia Catalana, un cos d'almogàvers, per combatre els turcs. El fundador de la companyia, que no era altre que Roger de Flor, li havia enviat un ambaixador per oferir-li els seus serveis. A canvi, aconseguí negociar una soldada exorbitant per als seus homes que doblava el que cobraven els mercenaris turcoples i alans de l'imperi, així com el títol de megaduc i la mà de Maria Assèn, neboda de l'emperador.
L'arribada d'aquest regiment el setembre del 1303 provocà una convulsió en l'equilibri d'interessos a Constantinoble, en especial entre els genovesos, que veien la companyia com una intromissió de la Casa d'Aragó en la seva esfera d'influència. Per part d'aragonesos i catalans, en especial d'aquests últims, la rivalitat amb la República de Gènova s'havia anat agreujant gradualment. Tot i que la Corona d'Aragó pràcticament havia aconseguit expulsar la República de Gènova de la mediterrània occidental i consolidar-hi la seva hegemonia politicomilitar i comercial, les tensions entre catalans i genovesos eren constants, fins al punt que els catalans menyspreaven els genovesos amb l'insult de: «genovesos, els moros blancs». En aquest context de tensió, la presència de catalans i genovesos, junts en una mateixa ciutat, derivà ràpidament en un enfrontament armat.

## Versions sobre l'origen de l'enfrontament

### Versió de Ramon Muntaner
Ramon Muntaner no explicita com s'iniciaren els enfrontaments, però en culpabilitza els genovesos i llur supèrbia per haver-se concentrat davant del Palau de Blaquernes brandant la bandera de la República de Gènova mentre se celebrava la festa per les noces de Roger de Flor amb Maria de Bulgària.

### Versió de Paquimeres
Jordi Paquimeres afirma que l'origen de la disputa era un deute de 20.000 ducats que Roger de Flor havia contret amb els genovesos en temps de la Guerra de Sicília (1282-1289) i que mai no havia saldat. Això hauria provocat la seva indignació i els hauria mogut a concentrar-se davant del Palau de Blaquernes mentre se celebrava la festa de noces.

### Versió de Francesc de Montcada
Francesc de Montcada i de Montcada afirma que l'enfrontament s'originà quan, en veure un almogàver que passejava tot sol per Constantinoble, dos genovesos es burlaren de la seva vestimenta i figura. L'almogàver respongué a l'ofensa verbal amb violència, i no dubtà a desembeinar l'espasa i atacar els genovesos. A partir d'aquest moment s'iniciaren els enfrontaments.

## Massacre
El fet és que els genovesos es presentaren davant el Palau de Blaquernes en formació i brandant la bandera de la República de Gènova mentre se celebrava la festa de noces de Roger de Flor. Els quarters de les tropes almogàvers es trobaven prop del palau i sense cap indicació dels oficials, les tropes almogàvers i els mariners de la companyia sortiren armats dels quarters portant un penó del Rei d'Aragó. Primerament començaren a batre tots els sectors que rodejaven el complex palatí i assegurat el perímetre, es concentraren davant la formació dels genovesos.

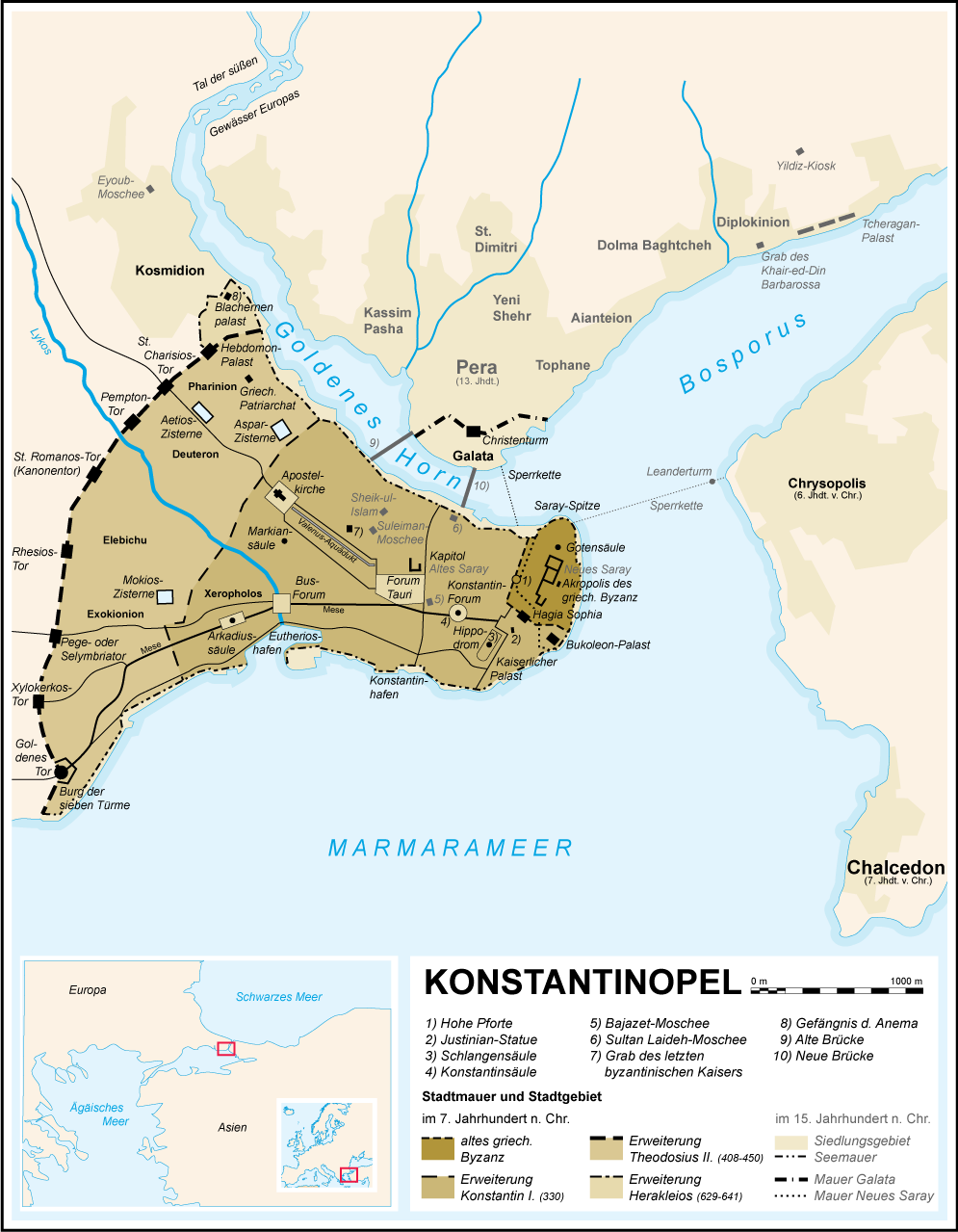
El Palau de Blaquernes al nord de Constantinoble i la colònia genovesa de Pera a l'altre riba de l'estuari.

Tot i la presència de les tropes almogàvers, el genovesos, liderats per Russo de Finar, persistiren en la seva actitud hostil i desafiant, confiats que el seu gran nombre dissuadiria els almogàvers. En aquest moment arribaren 30 escuders amb els cavalls alforrats, car els cavallers de la Companyia es trobaven amb la resta de l'aristocràcia romana d'Orient celebrant les noces de Roger de Flor. Finalment, els escuders brocaren els cavalls i envestiren la massa de genovesos pel centre, tot just on es trobava Russo de Finar brandant la bandera de Gènova. La càrrega dels escuders trencà la formació genovesa i tot seguit els almogàvers iniciaren l'ofensiva penetrant enmig de la formació. A partir d'aquell moment s'estengué el pànic entre els genovesos i els catalans es dedicaren a exterminar i degollar tots els genovesos que trobaven.
Finalment els que es trobaven al Palau s'adonaren del que succeïa. Tot i que l'emperador Andrònic II Paleòleg, que es trobava amb Roger de Flor, afirmà que s'alegrava que els genovesos haguessin topat amb algú que humiliés el seu orgull, ordenà al gran drungari, Esteve Muzaló, que aturés la matança de genovesos i impedís que els almogàvers passessin a l'altra riba de l'estuari, on es trobava la colònia comercial genovesa de Pera. Però els esforços romans d'Orient per aturar la carnisseria foren en va, i Muzaló també fou assassinat i el seu cadàver fou trossejat pels almogàvers.
A aquelles alçades l'enfrontament amb els genovesos havia derivat en una cacera, i el perill que els almogàvers es llancessin sobre colònia comercial genovesa de Pera resultava imminent. L'emperador Andrònic II Paleòleg suplicà a Roger de Flor que aturés l'almogaveria i aquest ordenà a tots els cavallers i ric-homens de la Companyia que s'aparellessin. Finalment, Roger de Flor i els cavallers aconseguiren aturar els almogàvers i aquests retornaren als quarters militars del Palau de Blaquernes. La massacre dels genovesos de Constantinoble se saldà amb un balanç de 3.000 morts.

## Conseqüències

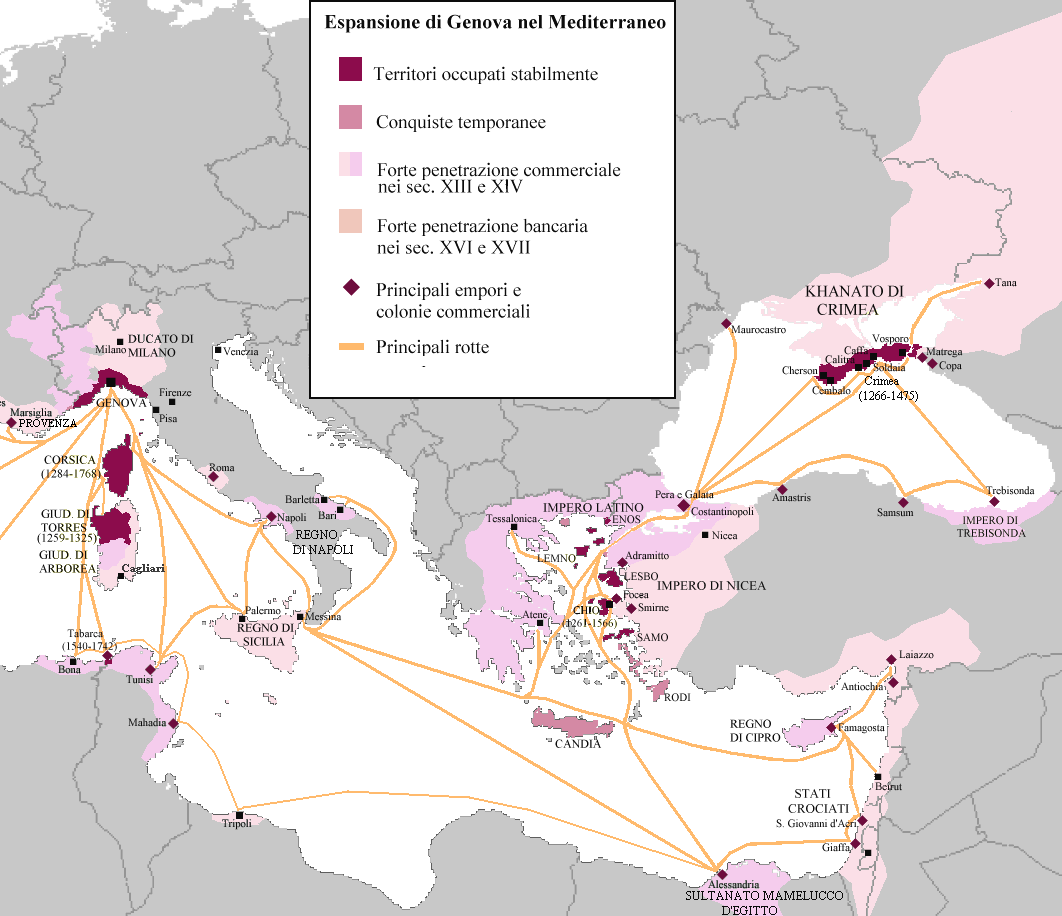
Expansió comercial de la República de Gènova.

L'enfrontament amb els genovesos havia deixat clar que la Companyia Catalana d'Orient no era una simple companyia de mercenaris com tantes altres que havien servit a l'Imperi Romà d'Orient, sinó que tot i tractar-se efectivament de mercenaris, es consideraven a si mateixos com una unitat militar polititzada on residia l'honor de la Casa d'Aragó. La política agresiva i expansionista que la Corona d'Aragó havia imposat a la mediterrània occidental rivalitzant amb la República de Gènova es traslladava ara a la mediterrània oriental.
Per contra, l'enfrontament amb uns teòrics aliats en la lluita comuna contra la invasió dels turcs musulmans deixava una ferida interna difícil de cicatritzar. Durant el seu regnat, l'emperador romà d'Orient Andrònic II Paleòleg havia aplicat una dràstica reducció de la despesa pública destinada a fins militars i la marina romana d'Orient havia quedat reduïda a la mínima expressió. De resultes d'això, les comunicacions, el trasllat de tropes i l'enviament de subministraments restaven sota el control dels genovesos. A més, el poder de la República de Gènova a la mediterrània oriental era descomunal, amb colònies comercials i presidis repartits per tota Grècia, el Pont i Palestina.
Roger de Flor intentà compensar parcialment aquest desequilibri. Durant la massacre també havia resultat mort Esteve Marzala, el gran drungari (almirall) de la flota romana d'Orient i, per tant, subaltern directe del megaduc, càrrec ocupat pel mateix Roger de Flor. Això li oferí la possibilitat a aquest de situar-hi un home de la seva màxima confiança i pressionà l'emperador romà d'Orient perquè acceptés el nomenament de Ferrando d'Ahones com a nou gran drungari de la flota. D'aquesta manera Roger de Flor s'assegurà que, quan la Companyia s'internés en territori enemic, tindria la garantia que sempre comptaria amb el suport de la flota, o almenys d'una part d'ella, per socorre'ls en allò que fes falta, ja es tractés d'evacuar-los, de portar-los reforços, o d'aprovisionar-los amb subministraments. Novament el pes polític i militar de Roger de Flor dins de l'Imperi Romà d'Orient s'incrementava, aconseguint convertir-se no només en parent directe de l'emperador romà d'Orient, emparat per un càrrec de dignitat imperial i en el cabdill d'una força militar terrestre notable, sinó que ara també assolia el control de la flota marítima romana d'Orient.